# Kesselkopf (Kocheler Berge)
Der Kesselkopf ist ein 1248 m ü. NHN hoher Berg auf dem Gebiet der Gemeinde Wackersberg in Bayern.
Er kann als Bergwanderung von Arzbach aus auf Forstwegen erreicht werden.
Über den bewaldeten Kamm führt direkt ein Forstweg.